# Огорелица
Огорелица е най-високият връх на Боховска планина с височина 1318 метра. Основен изходен пункт за изкачването на върха е село Бохова.